# عاج نوک‌شاخ

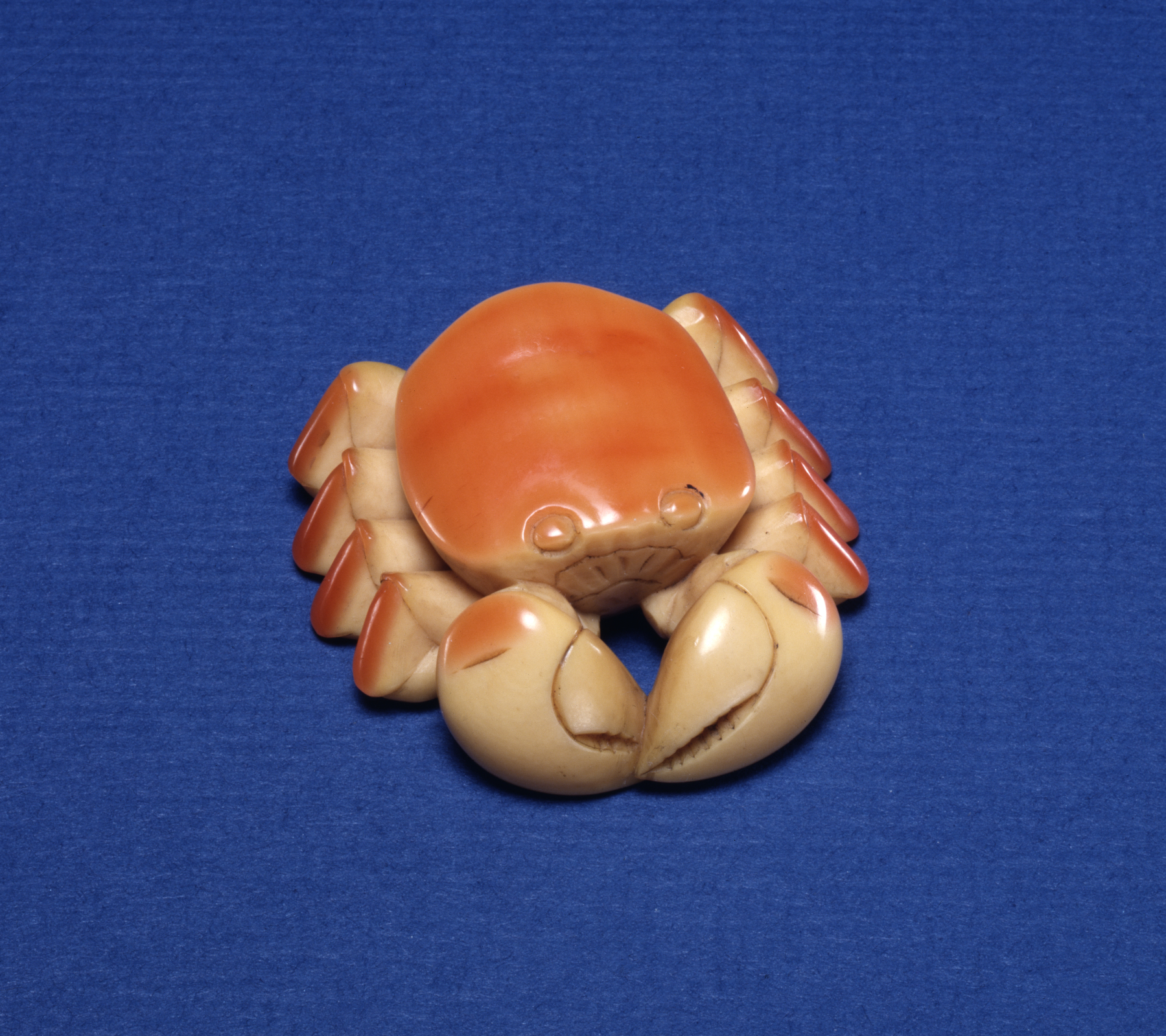
زیور کمربند ژاپنی سدهٔ نوزدهمی از عاج فیل نوک‌شاخ که رنگ طبیعی غده پرین را نشان می‌دهد

عاج نوک‌شاخ (که در زبان فرانسوی «یشم طلایی» یا عاج کالائو نیز نامیده می‌شود) یک ماده زینتی گرانبها است که از نوک‌شاخ کلاه‌خوددار (Buceros vigil)، پرنده بزرگ شبه جزیره مالایی، سوماترا و بورنئو به دست می‌آید.
در آغاز سدهٔ بیستم، نوک‌شاخ کلاه‌خودی کمیاب شد، زیرا به‌خاطر کلاه‌خود خود ذبح می‌شد. اکنون تجارت قانونی عاج نوک‌شاخ به عتیقه‌های معتبر محدود می‌شود و حکاکی‌های نوک‌شاخی از هر عاج واقعی ارزشمندتر است.